# Medalla Herbert
La Medalla Herbert és atorgat per la International Bulb Society a aquells els èxits dels quals, en l'avançament del coneixement de les plantes bulboses ornamentals es considera excepcional.
La medalla porta el nom de William Herbert, un notable botànic del segle xix. Va publicar molts articles en el Botanical Register i la Botanical Magazine sobre el tema de les plantes bulboses, moltes de les quals va cultivar en els seus propis jardins. Va escriure el que es va convertir en l'obra de referència sobre la família de les amaril·lidàcies en el 1837. També ha publicat extensament sobre la hibridació basada en els seus propis experiments, no només en bulbs sinó també en altres grups de plantes.

## Herbert Medalists
Una llista completa dels premiats amb la Medalla Herbert es dona a la pàgina web de la International Bulb Society[1], i a Herbertia (1937–1988).